# Wisch (Nordfriesland)
Wisch (dänisch Visk, nordfriesisch Wäsk) ist eine Gemeinde im Kreis Nordfriesland in Schleswig-Holstein.

## Geografie

### Geografische Lage
Das Gemeindegebiet von Wisch erstreckt sich im Süden vom Naturraum Bredstedt-Husumer Geest südöstlich von Nordfrieslands Kreisstadt zu beiden Seiten des Übergangs in die westlich angrenzende Eiderstedter Marsch.

### Gemeindegliederung
Die Gemeinde bestand ursprünglich ausnahmslos aus dem Wohnplatz gleichen Namens, eine Streusiedlung. Heute hat sich im Bereich der Straße Frowähr eine kleine Gruppensiedlung gebildet.

### Nachbargemeinden
Direkt angrenzende Nachbargemeinden von Wisch sind:
| Rantrum                                         | Oldersbek                                   |          |
| Schwabstedt (Ortsteil Schwabstedter Westerkoog) | Kompassrose, die auf Nachbargemeinden zeigt |          |
|                                                 |                                             | Ramstedt |

## Geschichte
Im Verlauf des Jahres 1934 wurde die Kirchspielslandgemeinde Schwabstedt aufgelöst. Alle ihre Dorfschaften, Dorfgemeinden und Bauerschaften wurden zu selbständigen Gemeinden, so am 1. April 1934 auch Wisch.

## Politik

### Gemeindevertretung
Bei der Kommunalwahl 2023 errang die Wählergemeinschaft Wisch erneut alle sieben Sitze in der Gemeindevertretung. Die Wahlbeteiligung betrug 63,2 Prozent.

### Bürgermeister
Für die Wahlperiode 2013–2018 wurde Hans-Werner Petersen (WGW) erneut zum Bürgermeister gewählt.

### Wappen
Blasonierung: „In Gold ein schräglinker blauer Balken, oben eine rote Hopfenrispe mit fünf Dolden, unten ein stilisierter kreisender roter Falke.“

## Wirtschaft und Infrastruktur
Die Wirtschaft in der Gemeinde ist überwiegend von der Urproduktion der Landwirtschaft geprägt. Von ehemals 15 Vollerwerbsbetrieben bestanden zu Beginn des 21. Jh. noch drei, daneben waren noch zwei als Nebenerwerbsbetriebe aktiv. Alle Betriebe waren ausschließlich im Bereich der Milchviehhaltung tätig.
Der Zugang zur Gemeinde erfolgt von Ramstedt über eine Stichstraße, oder von Rantrum ausgehend über eine Verbindungsstraße, die entlang des historischen Lagedeichs führt und ebendiesen Namen trägt.